# Tasman Ridge
Tasman Ridge ist ein 5 km langer Gebirgskamm im ostantarktischen Viktorialand. Er ragt in der Royal Society Range in einer Entfernung von 16 km nordöstlich des Mount Lister auf. Im Nordwesten wird er durch den Ball-Gletscher, im Südosten durch den Hooker-Gletscher begrenzt.
Das New Zealand Antarctic Place-Names Committee benannte ihn 1994 wie weitere geografische Objekte in der Umgebung nach entsprechenden Objekten des Mount-Cook-Nationalparks in Neuseeland. Erweiterter Namensgeber ist damit der niederländische Seefahrer Abel Tasman (1603–1659).